# Szachowo
Szachowo – uroczysko, dawna miejscowość (gajówka), nazwa zniesiona, w Polsce położona w województwie mazowieckim, w powiecie mławskim, w gminie Strzegowo.
Nazwa z nadanym identyfikatorem SIMC występuje w zestawieniach archiwalnych TERYT z 1999 roku.
Nazwa zniesiona w 2010 roku, teren wcielony do wsi Kontrewers.
Na skanie mapy w geoportalu występuje jako Gajówka Szachowo, obecnie brak zabudowań.
W latach 1975–1998 miejscowość należała administracyjnie do województwa ciechanowskiego.